# William Hammond Wright
Pour les articles homonymes, voir William Wright et Wright.
William Hammond Wright (4 novembre 1871-16 mai 1959) est un astronome américain, directeur de l'observatoire Lick de 1935 à 1942.

## Biographie
Wright est diplômé en 1893 de l'université de Californie, il devient astronome assistant à l'observatoire Lick. De 1903 à 1906 il travaille à l'établissement d'une station sud de l'observatoire à Cerro San Cristobal près de Santiago du Chili. Les premières observations démarrent seulement six mois après le début des travaux et il mesure un bon nombre de vitesses radiales d'étoiles visibles de l'hémisphère sud. En 1908 il est promu astronome. En 1918 et 1919 il travaille dans une base militaire de tests de matériel puis il retourne à l'observatoire Lick dont il est directeur de 1935 à 1942.
Il est le plus connu pour son travail sur les vitesses radiales d'étoiles de notre Galaxie et pour ses travaux spectrographiques avec un spectrographe de sa construction. Il obtient des spectres de novas et de nébuleuses. En 1924 il prend des photographies de Mars à différentes longueurs d'onde. L'analyse de ces photos lui permettent de conclure que Mars possède une atmosphère de 60 km d'épaisseur.
En 1928 il reçoit la médaille Henry Draper, et en 1938 la médaille d'or de la Royal Astronomical Society. Un cratère sur Mars porte son nom. Il est nommé pour la médaille Bruce en 1944 mais il décline l'offre.